# Cycloposthiidae
Cycloposthiidae — родина найпростіших класу Litostomatea типу Війчасті (Ciliophora). Представники родини живуть як комменсали в шлунку великої рогатої худоби, овець та інших жуйних ссавців, а також в кишечнику різних травоїдних тварин (наприклад, коней, капібар, кенгуру тощо). Організми є анаеробними, здатні перетравлювати целюлозу.

## Класифікація
- Bertolinella Carpano, 1941
- Bozasella Buisson, 1923
- Cycloposthium Bundle, 1895
- Lavierella Buisson, 1923
- Prototapirella da Cunha, 1919 [1918]
- Toxodinium da Cunha, 1938
- Tricaudalia Buisson, 1923
- Trifascicularia Strelkow, 1931
- Tripalmaria Gassovsky, 1919
- Triplumaria Hoare, 1937

Роди incertae sedis, що поміщені у родину Cycloposthiidae
- Monoposthium Thurston & Noirot-Timothée, 1973
- Parentodinium Thurston & Noirot-Timothée, 1973